# Меришор (Муреш)
Меришор (рум. Merișor) насеље је у Румунији у округу Муреш у општини Глодени. Oпштина се налази на надморској висини од 364 m.

## Становништво
Према подацима из 2002. године у насељу је живело 222 становника, од којих су сви румунске националности.